# 涙のふるさと
「涙のふるさと」（なみだのふるさと）は、BUMP OF CHICKENの12枚目のシングル。2006年11月22日にトイズファクトリーから発売された。

## 概要
- 前作から約1年ぶりのリリースで、2006年に発売された唯一のシングル。
- ジャケットのオブジェはメンバーによる製作である。ホームセンターで材料を一日がかりで仕入れ、世田谷ものづくり学校の一角を借り11時間かけて組み立て、九十九里浜へ持っていき、写真が撮られた（この模様は公式サイトなどにも掲載されている）。その後、オブジェはタワーレコード渋谷店にて期間限定で展示された。
- 本編と隠しトラック（及び空白の時間）との時間の合計が、発売した年の2006年にあわせて20分06秒になるようにされている。
- 「オンリー ロンリー グローリー」以来約2年半ぶりとなるオリコン週間チャート1位を獲得。初動売上は自己最高の18万枚を記録[1]。2018年現在、この初動売上を超えるシングルは登場していない。

## 収録曲
- 全曲作詞・作曲：藤原基央　編曲：BUMP OF CHICKEN

1. 涙のふるさと (5:01)
ロッテ『エアーズ』CMソング。
『エアーズ』のCMは公式発表前よりオンエアされていたが、タイトル記載のみでBUMP OF CHICKENの楽曲であることは伏せられたまま使用されていた。BUMP OF CHICKEN初のCMタイアップ楽曲である。
PVはCMの延長線上にある内容で、CMと同様堀北真希と森岡龍が出演[2]、映画監督の山崎貴が監督を務め、それまでPVを手掛けて来た番場秀一は初めてスタッフから外れた。山崎監督の熱烈なオファーとスタッフ側の意気投合でCMタイアップが決定し、PV製作はその流れで（山崎監督がBUMP OF CHICKENのファンだったこともあり）決定した。また、このPV制作がきっかけで次のシングル「花の名」が山崎監督が監督を務める、映画『ALWAYS 続・三丁目の夕日』の主題歌に起用された。
スペースシャワーTVの着うたサイトでは、発売の約1ヶ月前より同曲の着うたが先行配信された。着うたの発売前先行配信は結成以来初。
2. 真っ赤な空を見ただろうか (15:05)
藤原が極度のスランプに陥り全く曲が書けなくなった時、偶然真っ赤な空（2006年8月8日の夕焼け）を見て強く感動し、その時の衝動のまま一気に書き上げた曲。カップリング曲の中でもかなり人気が高い曲である。
カップリング集『present from you』のリリースに伴ってPVが製作された。PVにはジャケットのオブジェも登場する。

- 隠しトラックに「おるすばん」（作詞・作曲:BUMP OF CHICKEN）が収録されている。藤原と升のデュエット曲。

隠しトラック終了後も1分間の空白が続いている。

## 収録アルバム
- 『orbital period』（#1）
- 『present from you』（#2）

## カバー
- Judas - 「EXIT TRANCE PRESENTS CMトランス2」（2009年2月18日）